# Linda Horvath
Linda Maria Horvath, nach Heirat Linda Maria Scherf (* 10. Februar 1978 in Hartberg), ist eine ehemalige österreichische Leichtathletin.

## Sportliche Karriere
Die 1,88 Meter große Linda Horvath startete für den TSV Hartberg. Bei den Österreichischen Staatsmeisterschaften gewann sie 1997, 1999 und 2000 den Titel im Hochsprung. Hinzu kam der Hallentitel 1999.
1996 bei den Juniorenweltmeisterschaften in Sydney belegte Horvath mit 1,75 Meter den elten Platz im Hochsprung, nachdem sie in der Qualifikation 1,82 Meter übersprungen hatte. 1997 bei den Junioreneuropameisterschaften in Ljubljana gewann Horvath den Titel mit 1,92 Meter vor den beiden Russinnen Marina Kupzowa und Swetlana Lapina, die beide 1,90 Meter sprangen. Einen Monat später schied Horvath bei der Universiade in Catania mit 1,75 Meter in der Qualifikation aus.
1999 verbesserte Horvath bei den Staatsmeisterschaften ihre persönliche Bestleitung auf 1,93 Meter. Zwei Wochen später wiederholte sie diese Höhe bei den U23-Europameisterschaften in Göteborg und gewann die Bronzemedaille hinter Swetlana Lapina und der Deutschen Amewu Mensah. Vier Wochen später bei den Weltmeisterschaften in Sevilla überquerte Horvath in der Qualifikation 1,85 Meter, für die Finalteilnahme waren 1,92 Meter erforderlich. 2000 sprang Horvath bei den Staatsmeisterschaften erneut über 1,93 Meter. Bei den Olympischen Spielen in Sydney übersprang sie in der Qualifikation 1,89 Meter. Mit 1,94 Meter war man im Finale dabei.
Linda Horvaths Karriere endete 2000. 25 Jahre später steht sie mit 1,93 Meter immer noch gemeinsam mit Ilona Gusenbauer hinter Sigrid Kirchmann auf dem zweiten Platz der ewigen österreichischen Bestenliste.